# Le Monastier-sur-Gazeille
Ne doit pas être confondu avec Le Monastier-Pin-Moriès.
Le Monastier-sur-Gazeille est une commune française située dans le département de la Haute-Loire en région d'Auvergne-Rhône-Alpes.

## Géographie

### Localisation
La commune du Monastier-sur-Gazeille se trouve dans le sud-est du département de la Haute-Loire, en région Auvergne-Rhône-Alpes.
Elle se situe au sud-est du Puy-en-Velay, à 19 km par la route, , préfecture du département, et à 39 km au sud-est du Chambon-sur-Lignon, bureau centralisateur du canton du Mézenc dont dépend la commune depuis 2015 pour les élections départementales.
Les communes les plus proches sont : 
Présailles (4,9 km), Freycenet-la-Tour (5,1 km), Chadron (5,3 km), Alleyrac (5,5 km), Laussonne (5,6 km), Saint-Martin-de-Fugères (6,1 km), Lantriac (6,9 km), Arsac-en-Velay (7,0 km).
| Coubon                  | Lantriac               | Laussonne          |
| Chadron                 | Monastier-sur-Gazeille | Freycenet-la-Tour  |
| Saint-Martin-de-Fugères | Présailles             | Freycenet-la-Cuche |

### Présentation
Le Monastier-sur-Gazeille est situé à mi-distance entre le bassin du Puy-en-Velay et les hauts plateaux du mont Mézenc, point culminant du Velay (1 753 m). Situé à 950 m d'altitude, c'est un village balcon étendu sur plus de 2 km. Il domine la vallée de la Gazeille, affluent de la Loire.
Le centre de la commune se trouve à 15 km au Sud-Est de la cathédrale du Puy (à vol d'oiseau), à 16 km à l'Ouest du mont Mézenc.
Aujourd'hui chef-lieu d'un canton dont l'altitude moyenne est de 1 000 mètres, placé sur l'un des premiers itinéraires reliant le Massif central à la vallée du Rhône et au Midi, il a assuré longtemps un rôle de bourg-centre très important.
Installé à l'abri des vents du nord par une barrière basaltique dans une zone élargie de la vallée permettant quelques cultures, mais à une altitude frôlant la barrière des 1 000 mètres, son occupation remonte au mieux à la période mérovingienne. Le climat est tempéré.
Le nom du village a changé au fil du temps : Calmeliacense (de Calmin) puis Monasterium S Theotfredi, Vellavense, Chaumillac, Le Monastier-Saint-Chaffre, Le Monastier. Selon Bernard Sanial, on ne peut que regretter la décision en 1962 d'ajouter au nom du Monastier celui de la rivière Gazeille alors même que son nom était autrefois la Colempce.

### Hydrographie, géologie
La commune est traversée par la Gazeille et la Laussonne.
Le Monastier est situé au cœur du Velay dominé par le Mézenc, sommet d'un ensemble de volcans phonolitiques. L'activité volcanique s'y manifeste par un aspect caractéristique : monts, sucs, cirques, orgues basaltiques, dykes et « necks » tel celui sur lequel est construite la chapelle Saint-Michel à Aiguilhe.
Le Velay était au début de l'ère tertiaire un grand bassin sédimentaire (dans l'ordre : grès, argiles, marnes et calcaires) sur socle granitique créé à la suite de l'érosion de hautes montagnes primaires. Il y avait là une grande lagune vraisemblablement en contact avec un domaine marin voisin. Il y a 20 millions d'années, un premier bouleversement est provoqué par les répercussions du plissement alpin. L'activité volcanique venue juste après va encore modifier l'aspect avec des coulées de lave de différents types et plus ou moins visqueuses. Commencée par des coulées basaltiques, l'activité du Mézenc s'est terminée par des coulées plus fluides et feuilletées dont on fait les lauzes qui couvrent de nombreuses maisons.
La région du Mézenc attire les géologues du monde entier car les vallées rayonnantes descendant du haut plateau (la Gazeille, la Gagne etc.) et le cratère d'explosion devenu le cirque des Boutières forment une leçon de géologie unique au monde. Enfin, l'érosion a mis à nu de spectaculaires aiguilles comme le mont Gerbier-de-Jonc où se trouvent les sources de la Loire,.

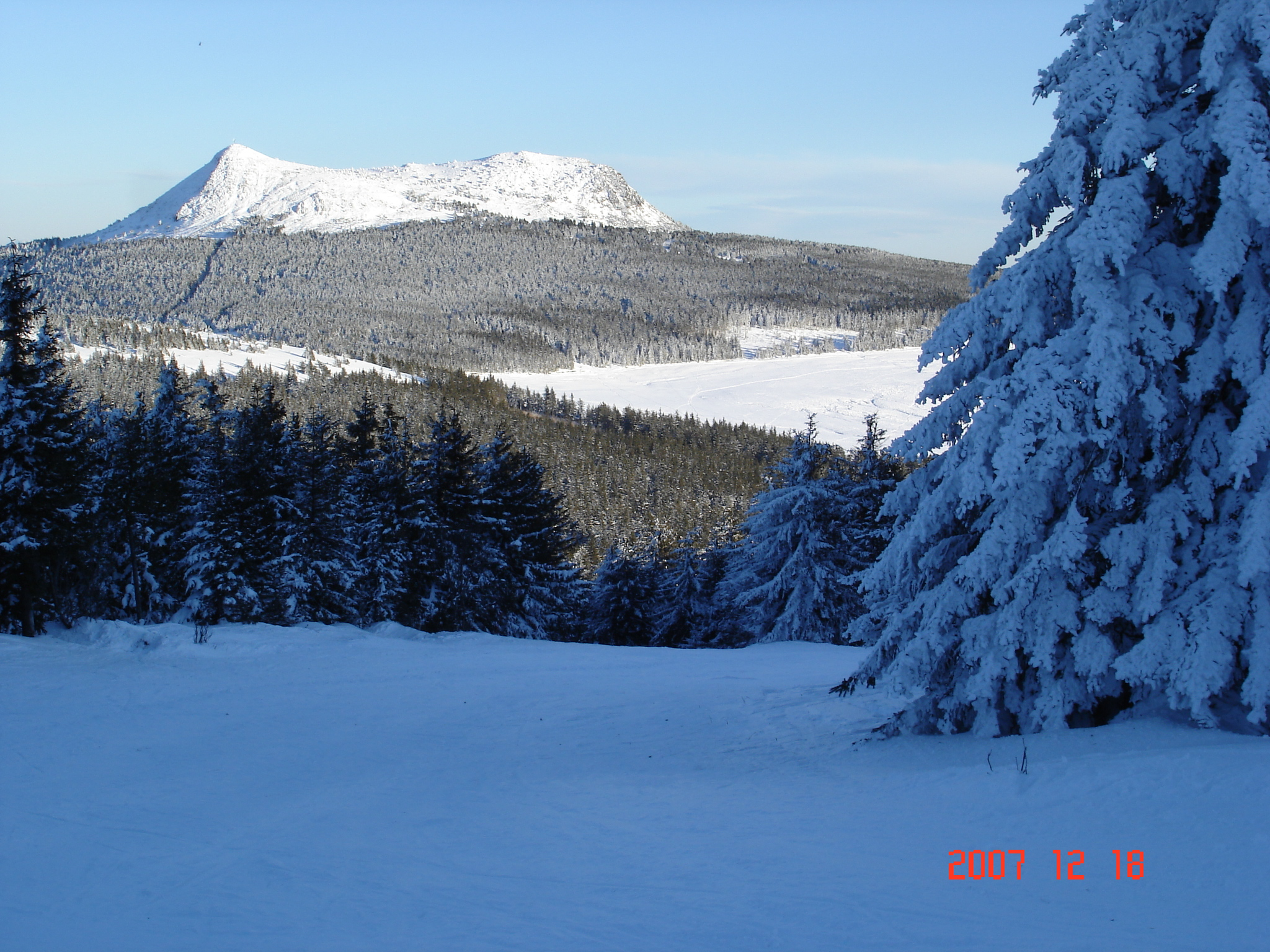
Le Mézenc 1753 m.

### Climat
Pour des articles plus généraux, voir Climat d'Auvergne-Rhône-Alpes et Climat de la Haute-Loire.
En 2010, le climat de la commune est de type climat de montagne, selon une étude du Centre national de la recherche scientifique s'appuyant sur une série de données couvrant la période 1971-2000. En 2020, Météo-France publie une typologie des climats de la France métropolitaine dans laquelle la commune est exposée à un climat de montagne ou de marges de montagne et est dans la région climatique Sud-est du Massif Central, caractérisée par une pluviométrie annuelle de 1 000 à 1 500 mm, minimale en été, maximale en automne.
Pour la période 1971-2000, la température annuelle moyenne est de 7,7 °C, avec une amplitude thermique annuelle de 16,2 °C. Le cumul annuel moyen de précipitations est de 1 005 mm, avec 9,3 jours de précipitations en janvier et 6,5 jours en juillet. Pour la période 1991-2020, la température moyenne annuelle observée sur la station météorologique de Météo-France la plus proche, « Solignac-sur-Loire », sur la commune de Solignac-sur-Loire à 9 km à vol d'oiseau, est de 9,3 °C et le cumul annuel moyen de précipitations est de 759,7 mm,. Pour l'avenir, les paramètres climatiques de la commune estimés pour 2050 selon différents scénarios d'émission de gaz à effet de serre sont consultables sur un site dédié publié par Météo-France en novembre 2022.

### Faune, flore

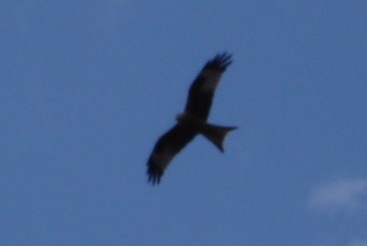
Milan royal dans le ciel du Monastier.

La faune est celle d'une région de moyenne montagne avec toutes les espèces habituelles représentées, même la marmotte qui a été introduite récemment. Grâce à la protection des rapaces, ceux-ci sont nombreux dont le milan noir, très répandu.
La flore est très variée, mais reste à tendance alpine compte tenu de l'altitude moyenne. Autour du Mézenc, on trouve des espèces qui se situent dans les Alpes et les Pyrénées à une altitude bien plus élevée. Les herbicides n'étant que peu utilisés, les prés au printemps sont absolument splendides.
Concernant les arbres, cet étage est celui de la hêtraie. Durant les siècles précédents, l'activité pastorale avait fait presque totalement disparaître les forêts. Aujourd'hui, de grandes campagnes de reboisement ont changé le paysage avec des grandes zones de pins et sapins.
Certains endroits ayant échappé au drainage, on trouve les tourbières les plus méridionales d'Europe avec une flore tout à fait spécifique.

## Urbanisme

### Typologie
Au 1er janvier 2024, Le Monastier-sur-Gazeille est catégorisée bourg rural, selon la nouvelle grille communale de densité à sept niveaux définie par l'Insee en 2022.
Elle est située hors unité urbaine. Par ailleurs la commune fait partie de l'aire d'attraction du Puy-en-Velay, dont elle est une commune de la couronne,. Cette aire, qui regroupe 59 communes, est catégorisée dans les aires de 50 000 à moins de 200 000 habitants,.

### Occupation des sols
L'occupation des sols de la commune, telle qu'elle ressort de la base de données européenne d’occupation biophysique des sols Corine Land Cover (CLC), est marquée par l'importance des territoires agricoles (71,2 % en 2018), une proportion sensiblement équivalente à celle de 1990 (70,8 %). La répartition détaillée en 2018 est la suivante : 
prairies (59,5 %), forêts (24,3 %), zones agricoles hétérogènes (11,6 %), milieux à végétation arbustive et/ou herbacée (2,5 %), zones urbanisées (2,1 %). L'évolution de l’occupation des sols de la commune et de ses infrastructures peut être observée sur les différentes représentations cartographiques du territoire : la carte de Cassini (XVIIIe siècle), la carte d'état-major (1820-1866) et les cartes ou photos aériennes de l'IGN pour la période actuelle (1950 à aujourd'hui).

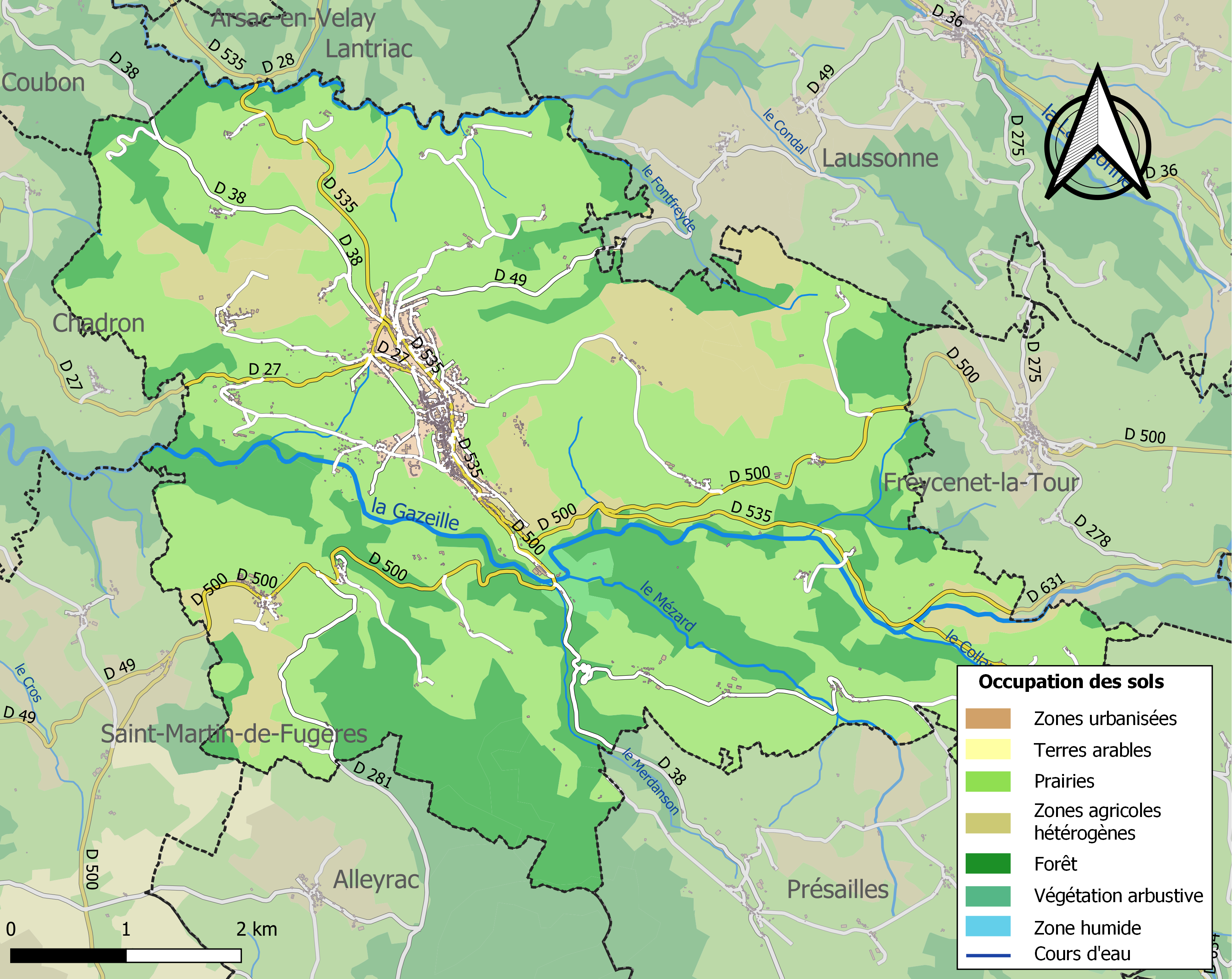
Carte des infrastructures et de l'occupation des sols de la commune en 2018 (CLC).

### Lieux-dits, hameaux
Elle est constituée d'un bourg centre et de hameaux (Avouac, Châteauneuf, Crouziols, le Crouzet de Meyzoux, le Mont, Chabriac, Meymac, Granegoules, le Fraysse, Meyzoux, la Besseyre haute).

### Habitat et logement
En 2018, le nombre total de logements dans la commune était de 1 179, alors qu'il était de 1 135 en 2013 et de 1 083 en 2008.
Parmi ces logements, 64,5 % étaient des résidences principales, 21,6 % des résidences secondaires et 13,8 % des logements vacants. Ces logements étaient pour 78,3 % d'entre eux des maisons individuelles et pour 21,5 % des appartements.
Le tableau ci-dessous présente la typologie des logements au Le Monastier-sur-Gazeille en 2018 en comparaison avec celle de la Haute-Loire et de la France entière. Une caractéristique marquante du parc de logements est ainsi une proportion de résidences secondaires et logements occasionnels (21,6 %) supérieure à celle du département (16,1 %) et à celle de la France entière (9,7 %). Concernant le statut d'occupation de ces logements, 71,9 % des habitants de la commune sont propriétaires de leur logement (73,7 % en 2013), contre 70 % pour la Haute-Loire et 57,5 pour la France entière.
| Typologie                                               | Le Monastier-sur-Gazeille | Haute-Loire | France entière |
| ------------------------------------------------------- | ------------------------- | ----------- | -------------- |
| Résidences principales (en %)                           | 64,5                      | 71,5        | 82,1           |
| Résidences secondaires et logements occasionnels (en %) | 21,6                      | 16,1        | 9,7            |
| Logements vacants (en %)                                | 13,8                      | 12,4        | 8,2            |

## Histoire

### Des origines à 1789
Implanté autour de la plus ancienne abbaye du Velay fondée au VIIe siècle par Calminius, le Monastier s'est développé parallèlement à la montée en puissance de cet édifice  bénédictin qui connut son apogée au XIIe siècle, d'abord nommé "Calminiacum" puis plus tard Saint-Chaffre : en 728 son abbé était saint Théofrède, tué par des sarrazins le 19 octobre,.
Au IXe siècle est bâtie l'église paroissiale dédiée à saint Jean le Baptiste. Plusieurs fois remaniée, elle sert aujourd'hui de lieu d'expositions et de concerts.
Le bourg subit le pillage  de « routiers » en 1361 lors de la guerre de Cent Ans, à la suite de quoi un château fut construit, qui fut ravagé par un incendie lors des Guerres de Religion, puis reconstruit par la volonté de l'abbé Charles de Sennecterre. Le 21 août 1772, "le roi accorde à la ville du Monastier le bâtiment connu sous le nom de Château de l'abbaye pour y établir des casernes, y continuer les prisons et le local propre à la justice seigneuriale et à son greffe et de fournir un logement au service du seigneur". Le bâtiment sera confisqué comme bien national lors des événements révolutionnaires, et la municipalité devra faire face à de nombreuses difficultés pour qu'il reste bien communal, ce qui sera obtenu en juin 1814 à la suite d'une ordonnance royale et un arrêté du préfet.
Placé sur une voie de circulation importante entre le Sud-Est (Aubenas) et le Nord-Ouest (Le Puy-en-Velay), Le Monastier fut prospère, le commerce florissant , ainsi que la fabrication de dentelle au fuseau. Au XVIIe siècle y fut créée une antenne de  l'institution des Béates, qui permit au village d'avoir une proportion importante de personnes sachant lire et écrire. La fermeture de l'abbaye à la fin du XVIIIe siècle porta un rude coup à cette école.
Lors de sa "cinquième campagne" (de vente forcée de tabac de contrebande, du 4 au 29 octobre 1754), et après avoir pris d'assaut l'entrepôt des tabacs situé Rue du Consulat en la ville du Puy, Louis Mandrin et ses compères  traversent Le Monastier le 20 au soir. Un de ceux-ci, Michel Le Blondin, succombe à ses blessures près du bourg.

### De 1789 à aujourd'hui
Avant la Révolution française, le village s'appela Le Monastier, puis  Monastier-Saint-Chaffre en Velay sur les cahiers de doléances en mars 1789, puis Montbreysse lors des événements.
Existent sur le territoire de la commune plusieurs grottes et souterrains, dont certains servirent de refuge à des prêtres réfractaires, dont Maillet de Vachères, futur évêque de Tulle, qui attribua ensuite ses pénibles rhumatismes à leur humidité.
La commune comptait  3 340 habitants en 1806 lors du premier recensement officiel, 3 264 en 1861, 3650 en 1911, 3395 en 1921.
Fin 1839-début 1840, le village subit une épidémie de fièvre typhoïde qui fait une soixantaine de morts, ce qui décide le déplacement du cimetière à l'extérieur du bourg, car considéré comme responsable de la maladie, et pour enfin appliquer une loi datant de 1804.
En septembre 1878 et pendant quinze jours, accompagné de son ânesse Modestine, Robert Louis Stevenson parti du Monastier pour son périple à travers les Cévennes.
1893 : Le Monastier est le premier village du département à bénéficier de l'éclairage public, grâce à Louis Arcis qui installa une petite usine hydro-électrique sur la Gazeille.
Cent-trente-trois enfants de la commune tombèrent au Champ-d'Honneur lors de la Première Guerre mondiale.
La construction de la Ligne transcévenole, projet finalement abandonné en 1937, permit de conserver une activité forte avant le déclin amorcé dans les années 1950. Aujourd'hui (en 2020) ce déclin semble stoppé, les habitants reviennent, ainsi que les commerces.

### L'abbaye bénédictine

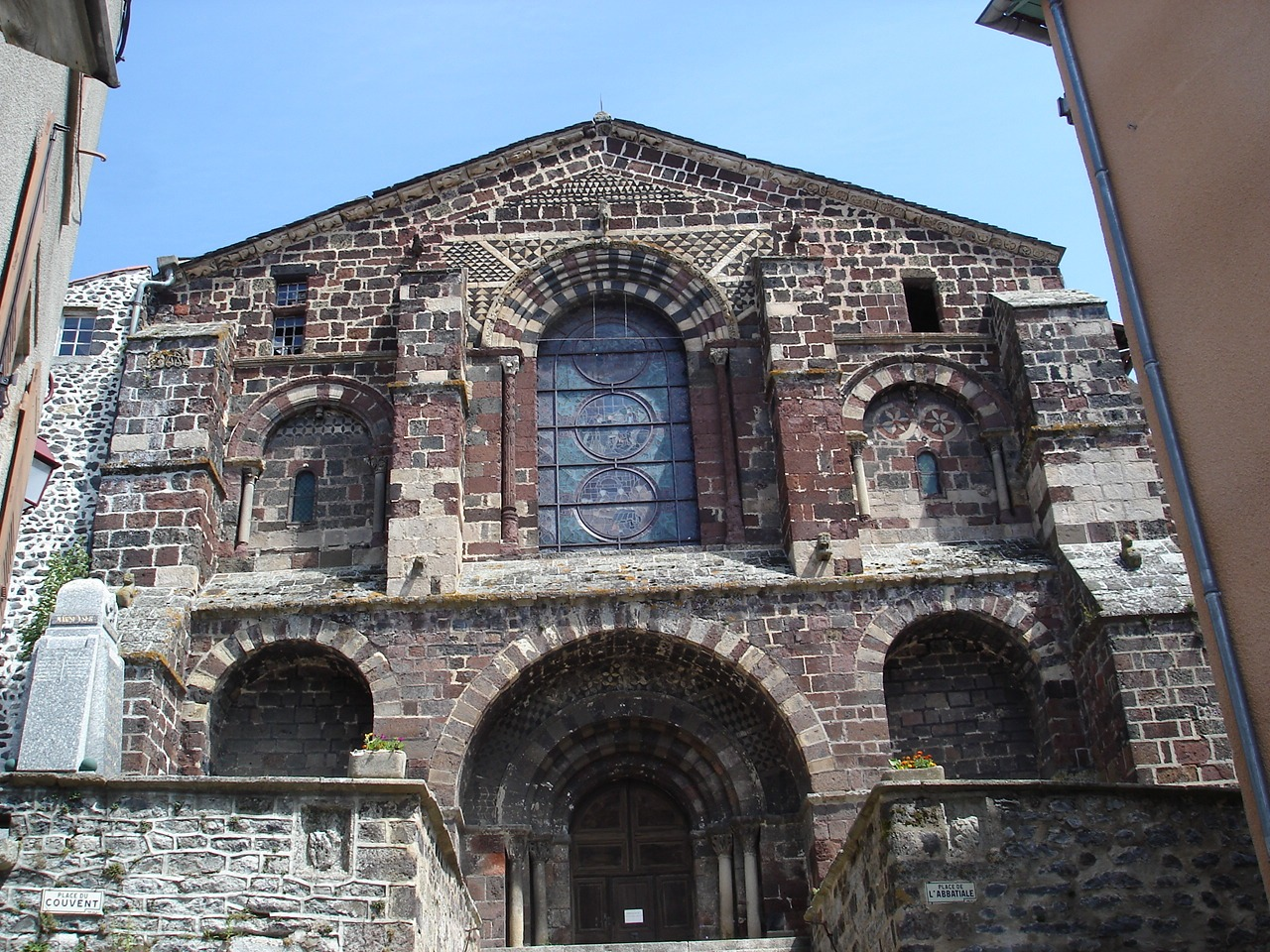
Façade ouest de l'abbatiale.

Au VIe siècle, un seigneur gallo-romain nommé Calminius (d'où le nom de Calminiacum / Calmel donné à l'origine au Monastier) vint vivre en ermite au lieu-dit « le Villars », selon les principes inspirés par saint Martin de Tours de « rechercher la solitude ». Il se constitua vraisemblablement autour de lui une petite communauté qui a peut-être vécu quelque temps dans des grottes situées au-dessus du bourg actuel. Au VIIe siècle, sous l'influence de saint Eudes puis de son neveu Théofrède qui devient saint Chaffre, la communauté se tourne vers le monachisme provençal des îles de Lérins en Méditerranée. Le monastère n'adopte la règle bénédictine qu'en 817.
En deux siècles trois églises sont construites, qui s'effondrent à cause de l'instabilité du terrain, dont la « grande église » de l'abbé Vulfade dont il ne reste que quelques vestiges. L'église actuelle est construite à partir de 1074 sous l'abbé Guillaume III. Les travaux sont continués par Guillaume IV qui fait aussi écrire le cartulaire de l'abbaye, source de bon nombre des connaissances à ce jour. À partir de cette date, le monastère prend une ampleur considérable possédant jusqu'à 235 dépendances à l'ouest et à l'est du Rhône jusqu'en Italie.
Au XVe siècle, le chœur de l'église s'effondre et est reconstruit dans le mode gothique par les abbés Vital Hérailh puis François d'Estaing conseiller du roi Charles VIII. À la fin du XVIe siècle, l'abbaye perd son autonomie par son rattachement à l'abbaye de Cluny. Elle est définitivement fermée en 1787.
Aujourd'hui, l'église abbatiale reste un des plus beaux exemples de l'art roman en Auvergne par sa façade polychrome et sa frise sommitale unique. Son orgue de 1518 commandé par Gaspard de Tournon et restauré en 1985 par l'atelier de facture d'orgues Giroud (Bernin, Isère) est l'un des plus vieux d'Europe.

### Le château

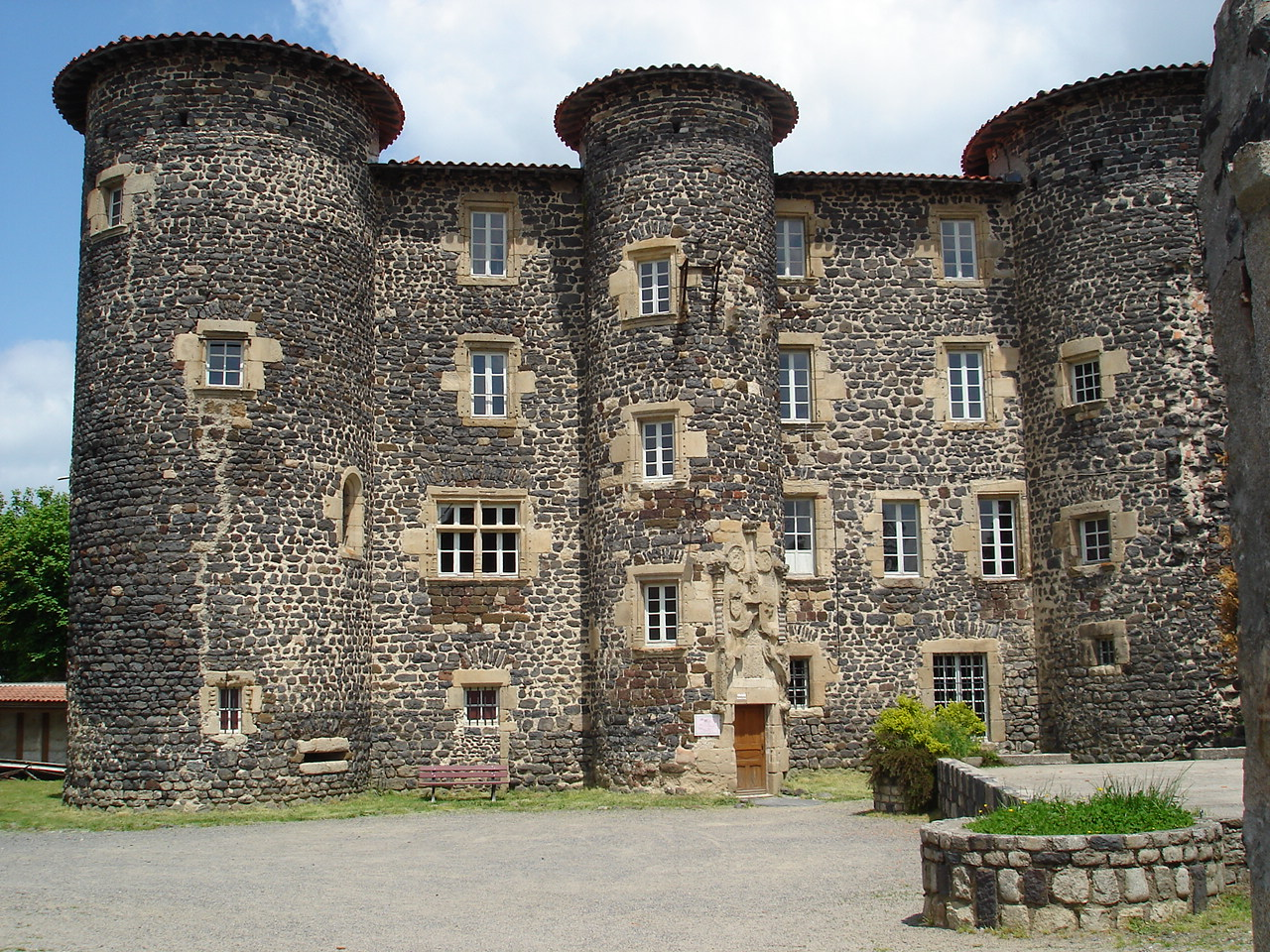
Façade sud du château.

Le Monastier étant une ville fortifiée, un donjon a dû exister très tôt. Après l'occupation du Monastier par les Anglais au XIVe siècle, un premier château abbatial fut construit puis incendié pendant les guerres de religion. Le château actuel fut reconstruit au XVIe siècle et servit de demeure pendant 130 ans à la puissante famille des Sennecterre (Saint Nectaire) qui fournit plusieurs abbés. Il abrite aujourd'hui un musée et l'école de musique intercommunale.

### Les béates

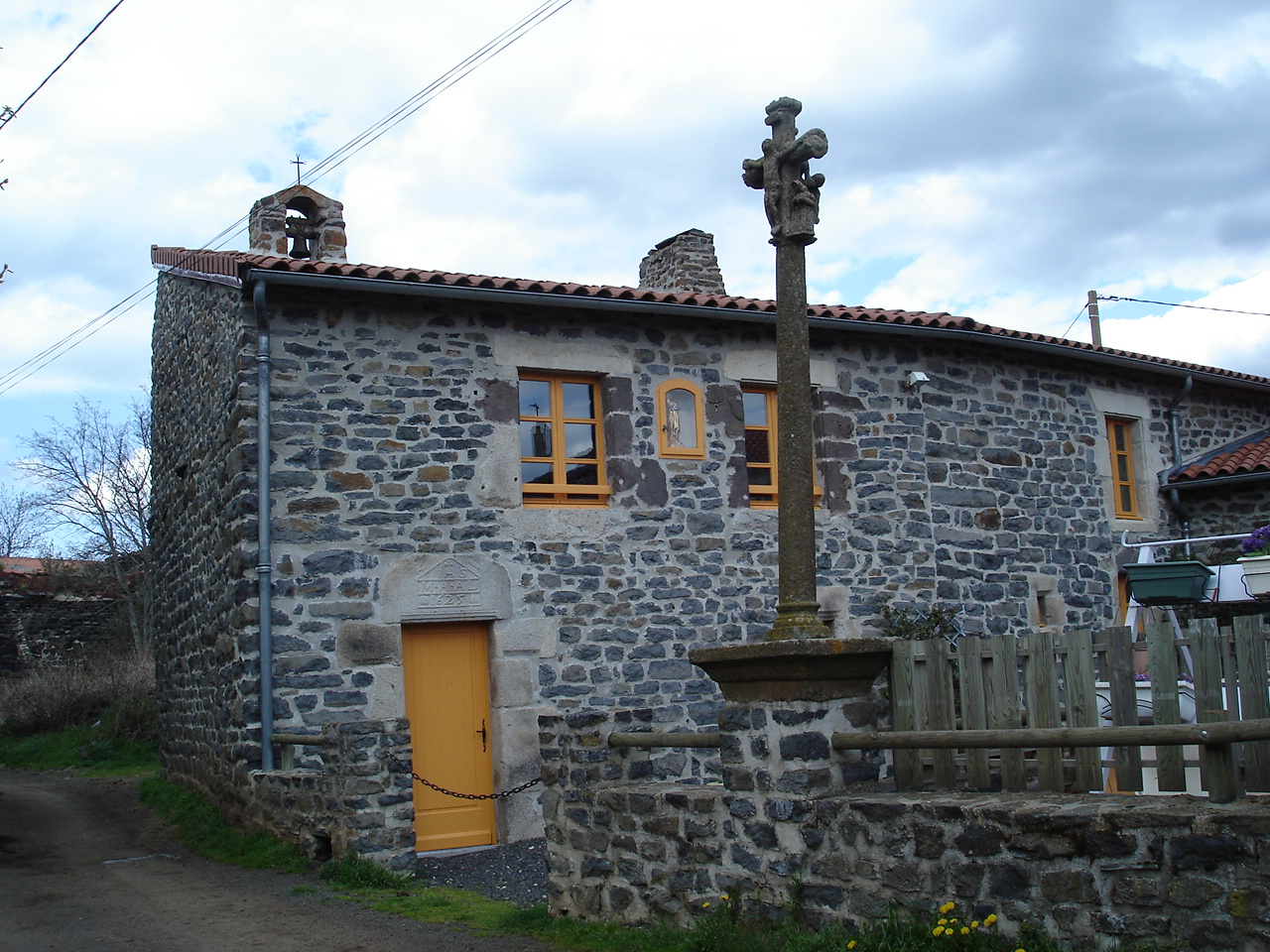
Maison d'assemblée du Mont près du Monastier-sur-Gazeille.

La région du Puy et en particulier au Monastier, la population était plus instruite qu'ailleurs grâce à une institution spécifique datant du XVIIe siècle, les « Demoiselles de l'instruction » encore appelées Béates. Cette institution due à l'initiative d'Anne-Marie Martel a consisté à placer dans chaque village une femme célibataire, non religieuse mais placée sous la responsabilité du curé, chargée d'enseigner le catéchisme, mais aussi d'apprendre à lire et écrire aux  garçons et la dentelle aux jeunes filles. Cette pratique se répandit dans tous les hameaux, à charge aux habitants de fournir à la béate le logis et le couvert. Souvent, une construction spécifique, généralement petite avec un étage, a été construite. On en voit encore et on les reconnaît à la cloche située au-dessus de la porte. Ces maisons s'appellent des « assemblées ». Les béates ont eu un impact considérable par leur présence permanente et l'élargissement de leur action. Elles ont notamment servi d'intermédiaire entre les dentellières et les patrons du Puy. Lors de l'instauration de l'école publique à la fin du XIXe siècle, des conflits très importants ont eu lieu. Les dernières béates œuvraient encore dans les années 1930.

### La Transcévenole

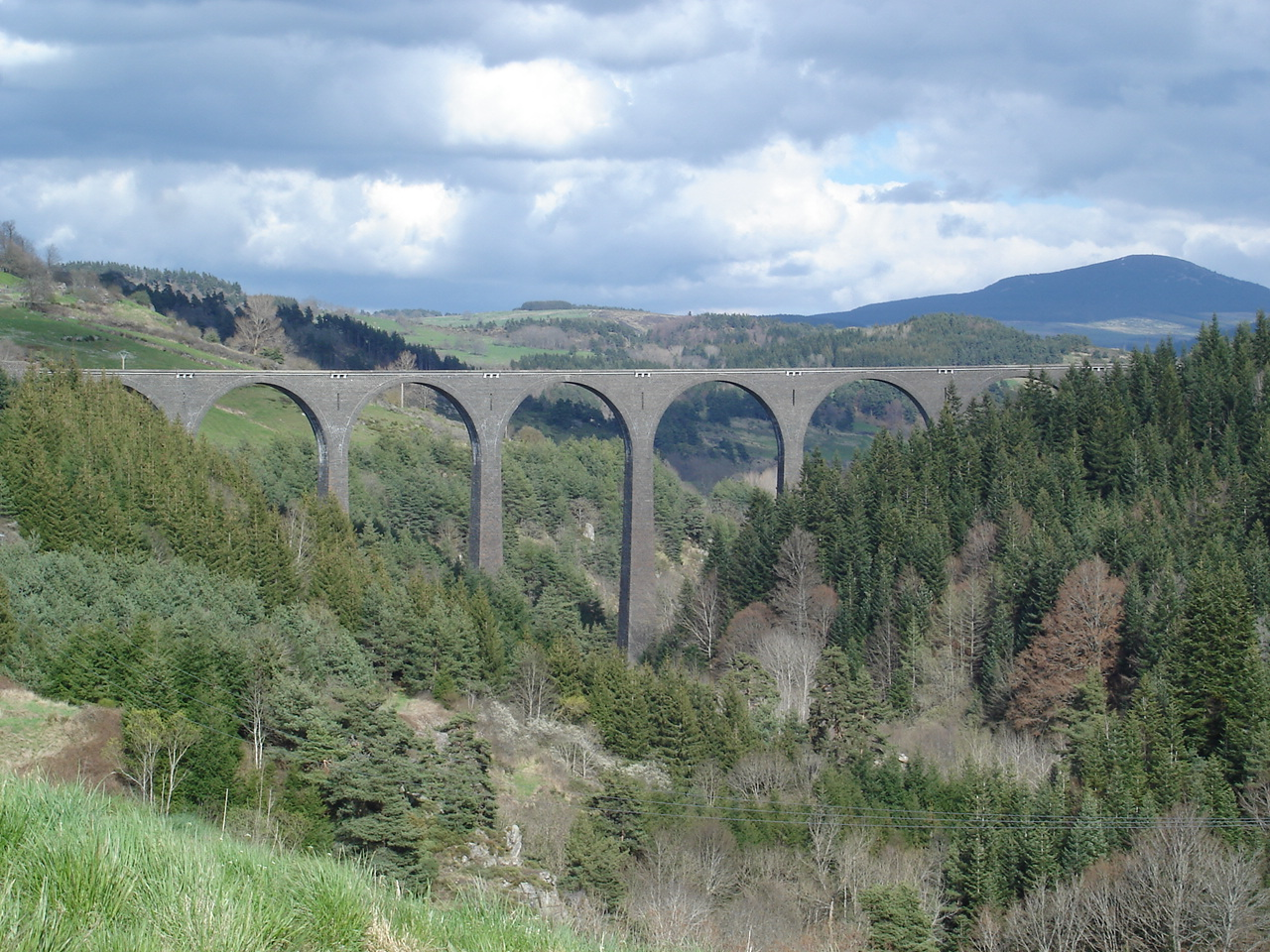
Construit en 1925, le viaduc de la Recoumène n'a jamais vu passer de train.

Un événement considérable a marqué le début du XXe siècle au Monastier : la construction de la ligne de chemin de fer Le Puy - Niègles - Prades, dite « la Transcévenole », qui devait désenclaver le Monastier en lui fournissant un accès vers l'Ardèche, fut commencée en 1908 sous la responsabilité de l'ingénieur Paul Séjourné. Elle devait être « unique en Europe », rassembler une quantité rare d'ouvrages d'art : 12 viaducs et 35 tunnels pour 89 kilomètres, et la fameuse « spirale de Montpezat » autour du Suc de Gravenne, permettant de descendre du tunnel du Roux (altitude 994 mètres) à Thueyts (420 m).
Ayant subi de nombreux retards de construction  (dont un arrêt total lors de la Première Guerre mondiale), cette ligne ne sera jamais achevée ni mise en service, malgré les efforts de Laurent Eynac, enfant du pays, député, sénateur et plusieurs fois ministre. Le déclassement en 1941 de la portion Le Puy - Le Monastier - Vachères, pourtant terminée, fut un crève-cœur pour tous ceux qui y avaient cru, et est regrettable aujourd'hui où les trains touristiques trouvent une nouvelle jeunesse. Néanmoins, les travaux liés à la construction de cette ligne avaient fortement aidé au développement du Monastier.

## Politique et administration

### Découpage territorial
La commune du Monastier-sur-Gazeille est membre de la communauté de communes Mézenc-Loire-Meygal, un établissement public de coopération intercommunale (EPCI) à fiscalité propre créé le 27 décembre 2016 dont le siège est à Saint-Julien-Chapteuil. Ce dernier est par ailleurs membre d'autres groupements intercommunaux.
Sur le plan administratif, elle est rattachée à l'arrondissement du Puy-en-Velay, au département de la Haute-Loire, en tant que circonscription administrative de l'État, et à la région Auvergne-Rhône-Alpes.
Sur le plan électoral, elle dépend du canton du Mézenc pour l'élection des conseillers départementaux, depuis le redécoupage cantonal de 2014 entré en vigueur en 2015, et de la première circonscription de la Haute-Loire   pour les élections législatives, depuis le redécoupage électoral de 1986.

### Liste des maires
| Période                                  | Période                        | Identité       | Étiquette | Qualité                                                                                                 |
| ---------------------------------------- | ------------------------------ | -------------- | --------- | --- |
| Les données manquantes sont à compléter. |                                |                |           | |
| avant 1981                               | 1983                           | Aimé Ollier    |           | |
| 1983                                     | ?                              | Marcel Bocquin |           | |
| mars 2001                                | janvier 2004                   | Gérard Pradier |           | |
| janvier 2004                             | mars 2008                      | Renée Vaggiani | PS        | |
| mars 2008                                | En cours (au 25 novembre 2019) | Michel Arcis   | DVD       | Enseignant Vice-président de la Communauté de communes Mézenc-Loire-Meygal, délégué à la petite enfance |

## Population et société

### Démographie

#### Évolution démographique
L'évolution du nombre d'habitants est connue à travers les recensements de la population effectués dans la commune depuis 1793. Pour les communes de moins de 10 000 habitants, une enquête de recensement portant sur toute la population est réalisée tous les cinq ans, les populations de référence des années intermédiaires étant quant à elles estimées par interpolation ou extrapolation. Pour la commune, le premier recensement exhaustif entrant dans le cadre du nouveau dispositif a été réalisé en 2007.

En 2022, la commune comptait 1 773 habitants, en évolution de −0,95 % par rapport à 2016 (Haute-Loire : +0,36 %, France hors Mayotte : +2,11 %).
| 1793  | 1800  | 1806  | 1821  | 1831  | 1836  | 1841  | 1846  | 1851  |
| ----- | ----- | ----- | ----- | ----- | ----- | ----- | ----- | ----- |
| 3 515 | 1 766 | 4 355 | 3 105 | 3 420 | 3 528 | 3 461 | 3 540 | 3 464 |

| 1856  | 1861  | 1866  | 1872  | 1876  | 1881  | 1886  | 1891  | 1896  |
| ----- | ----- | ----- | ----- | ----- | ----- | ----- | ----- | ----- |
| 3 341 | 3 589 | 3 831 | 3 756 | 3 698 | 3 749 | 3 800 | 3 759 | 3 739 |

| 1901  | 1906  | 1911  | 1921  | 1926  | 1931  | 1936  | 1946  | 1954  |
| ----- | ----- | ----- | ----- | ----- | ----- | ----- | ----- | ----- |
| 3 743 | 3 782 | 3 650 | 3 554 | 3 203 | 3 104 | 2 702 | 2 255 | 2 065 |

| 1962  | 1968  | 1975  | 1982  | 1990  | 1999  | 2006  | 2007  | 2012  |
| ----- | ----- | ----- | ----- | ----- | ----- | ----- | ----- | ----- |
| 2 085 | 2 085 | 1 966 | 1 911 | 1 828 | 1 734 | 1 738 | 1 738 | 1 777 |

| 2017  | 2022  | - | - | - | - | - | - | - |
| ----- | ----- | - | - | - | - | - | - | - |
| 1 789 | 1 773 | - | - | - | - | - | - | - |

#### Pyramide des âges
La population de la commune est relativement âgée.
En 2018, le taux de personnes d'un âge inférieur à 30 ans s'élève à 26,9 %, soit en dessous de la moyenne départementale (31 %). À l'inverse, le taux de personnes d'âge supérieur à 60 ans est de 36,7 % la même année, alors qu'il est de 31,1 % au niveau départemental.
En 2018, la commune comptait 843 hommes pour 936 femmes, soit un taux de 52,61 % de femmes, légèrement supérieur au taux départemental (50,87 %).
Les pyramides des âges de la commune et du département s'établissent comme suit.
| Hommes | Classe d’âge | Femmes |
| ------ | ------------ | ------ |
| 1,1    | 90 ou +      | 4,7    |
| 11,5   | 75-89 ans    | 18,4   |
| 20,2   | 60-74 ans    | 17,2   |
| 23,5   | 45-59 ans    | 19,8   |
| 15,4   | 30-44 ans    | 14,1   |
| 13,7   | 15-29 ans    | 11,6   |
| 14,7   | 0-14 ans     | 14,0   |

| Hommes | Classe d’âge | Femmes |
| ------ | ------------ | ------ |
| 0,9    | 90 ou +      | 2,5    |
| 8,4    | 75-89 ans    | 11,7   |
| 20,4   | 60-74 ans    | 20,5   |
| 21,3   | 45-59 ans    | 20,3   |
| 16,8   | 30-44 ans    | 16,3   |
| 15,2   | 15-29 ans    | 13,2   |
| 17     | 0-14 ans     | 15,6   |

### Manifestations culturelles et festivités
La commune organise chaque été, début août, le Festival du Monastier : la Musique des cuivres.
Depuis sa création en 1989, le festival du Monastier s’attache à explorer le répertoire des cuivres  dans toute sa diversité. De la musique ancienne au jazz, de la musique contemporaine à la musique du monde, la programmation s’est toujours construite autour de thématiques et esthétiques variées et originales en invitant des artistes ou formations de premier plan mais aussi en valorisant les musiciens en devenir. Le festival se déroule durant la deuxième semaine d’aout et établit ses quartiers dans le cœur historique du bourg, bénéficiant ainsi de la valeur ajoutée du patrimoine architectural. À chaque style de musique un lieu de concert spécifique et adéquat qui privilégie les meilleures conditions visuelles et acoustiques pour les artistes comme pour le public et apporte une cohérence au projet artistique. Les concerts se déroulent tout au long de la journée selon des lieux, des tarifs et des horaires différents qui permettent de fixer un public très large et fidèle. Si l’image du festival s’est construite autour de la qualité musicale et de son association aux lieux c’est aussi grâce au professionnalisme des équipes constituées très majoritairement de bénévoles très engagés et performants entourés de quelques professionnels (Son et Lumière ).
Ce sont cent vingt bénévoles qui assurent la mise en œuvre et le fonctionnement du festival durant le festival mais aussi durant l’année. Ils apportent un esprit unique à cette manifestation ou le professionnalisme, la rigueur et la convivialité sont les maitres mots.
Le festival est constitué depuis sa création en association loi de 1901 dont le bureau et le conseil d’administration assurent, avec le concours d’une professionnelle, le suivi administratif et budgétaire des éditions. 
Enfin, reconnu pour son rayonnement culturel en région, sa politique de proximité musicale et son enracinement local très ancré, le festival est soutenu par l’ensemble des collectivités territoriales et ce depuis ses premières éditions.

## Économie
En 1495, Charles VIII autorisa la création d'un marché le mardi de chaque semaine. À la demande des habitants du Monastier, Louis XIII rétablit par lettres patentes le deuxième marché hebdomadaire en 1614, celui du vendredi, disparu à cause des guerres de Religion, puis des guerres de la Ligue.

### Revenus
En 2018, la commune compte 730 ménages fiscaux, regroupant 1 543 personnes. La médiane du revenu disponible par unité de consommation est de 20 600 € (20 800 € dans le département).

### Emploi
| Division       | 2008  | 2013  | 2018  |
| -------------- | ----- | ----- | ----- |
| Commune        | 4,3 % | 3,9 % | 5,1 % |
| Département    | 6,3 % | 7,7 % | 7,7 % |
| France entière | 8,3 % | 10 %  | 10 %  |

En 2018, la population âgée de 15 à 64 ans s'élève à 983 personnes, parmi lesquelles on compte 75,4 % d'actifs (70,4 % ayant un emploi et 5,1 % de chômeurs) et 24,6 % d'inactifs,. Depuis 2008, le taux de chômage communal (au sens du recensement) des 15-64 ans est inférieur à celui de la France et du département.
La commune fait partie de la couronne de l'aire d'attraction du Puy-en-Velay, du fait qu'au moins 15 % des actifs travaillent dans le pôle,. Elle compte 762 emplois en 2018, contre 775 en 2013 et 778 en 2008. Le nombre d'actifs ayant un emploi résidant dans la commune est de 702, soit un indicateur de concentration d'emploi de 108,5 % et un taux d'activité parmi les 15 ans ou plus de 49,4 %.
Sur ces 702 actifs de 15 ans ou plus ayant un emploi, 399 travaillent dans la commune, soit 57 % des habitants. Pour se rendre au travail, 76,9 % des habitants utilisent un véhicule personnel ou de fonction à quatre roues, 5 % les transports en commun, 10,8 % s'y rendent en deux-roues, à vélo ou à pied et 7,4 % n'ont pas besoin de transport (travail au domicile).

## Culture locale et patrimoine

### Les habitants
Les habitants du Monastier s'appellent les Monastérois. À l'époque florissante de l'abbaye, les moines élevaient de nombreuses chèvres pour récupérer leur peau pour leurs parchemins ce qui a valu aux Monastérois le surnom de « Mange-chèvre ». Le nom du hameau de Chabreyres situé à proximité du Monastier mais se trouvant sur la commune de Chadron provient de cet élevage.
Par suite des mariages au sein du village, les familles étant généralement nombreuses, on trouve facilement plusieurs personnes portant les mêmes nom et prénom, d'où l'utilisation des surnoms ou « noms d'escaïne » liés à la personnalité de la personne, son travail, son lieu de naissance, etc.
Dans la Description statistique de la Haute-Loire par Déribier de Cheissac en 1824, on lit : « Les habitants du Mézenc [...] sont jaloux, susceptibles et vindicatifs à l'excès ! »
Robert Louis Stevenson qui a séjourné un mois au Monastier en 1878 dit : « Le Monastier est réputé pour la fabrication de la dentelle, l'ivrognerie, la liberté des propos et la discorde politique sans pareille ailleurs ». Il en garde pourtant un souvenir ému car ces montagnards un peu rustres lui rappellent son Écosse natale.
La vie en famille a donné lieu à la constitution de communautés de parsonniers, les parsonneries, dont certaines ont fonctionné plusieurs siècles. il s'agissait de communautés agricoles avec un fonctionnement très particulier [réf. souhaitée].

### La langue
Le Velay constitue une zone de transition entre l'occitan, le français et le francoprovençal. Situé au sud, dans la région du Puy, Le Monastier parle le vellave qui est un dialecte de l'auvergnat appelé par les habitants le « patois ». C'est une langue romane semblable à l'occitan par sa grammaire mais avec un vocabulaire et une façon de parler spécifiques. La plupart des anciens parlent couramment cette langue ; il suffit d'aller au marché le mardi pour s'en rendre compte. Et une proportion notable de personnes plus jeunes (40/60 ans) la comprennent.
C'est une langue accordant une place importante aux accents toniques. Le français lui-même, qui a eu beaucoup de mal à s'implanter, se trouve parfois modifié sous l'influence du patois. Une association « la Cluchade » s'est donné pour but de préserver cette langue. Elle donne chaque année un spectacle en patois au succès considérable. À la fin du XIXe siècle, la Société d'agriculture, sciences, arts et commerce du Puy s'est intéressée à ce dialecte dit « vellavo-vivarois ». Sa commission de glossologie a tenté d'écrire cette langue jusqu'alors exclusivement orale, et réalisé un « vocabulaire » aujourd'hui réédité grâce à Victor Souche.

### Hébergement
Le Monastier propose actuellement, pour l'hébergement des touristes, trois hôtels-restaurants de 4 à 10 chambres, 13 chambres d'hôtes et gîtes de 2 à 19 personnes ainsi qu'un terrain de Camping et Gîtes de 51 emplacements et 11 chalets situés sur le chemin de Stevenson au bord de la Gazeille.

### Lieux et monuments
- Abbaye du Monastier-sur-Gazeille.

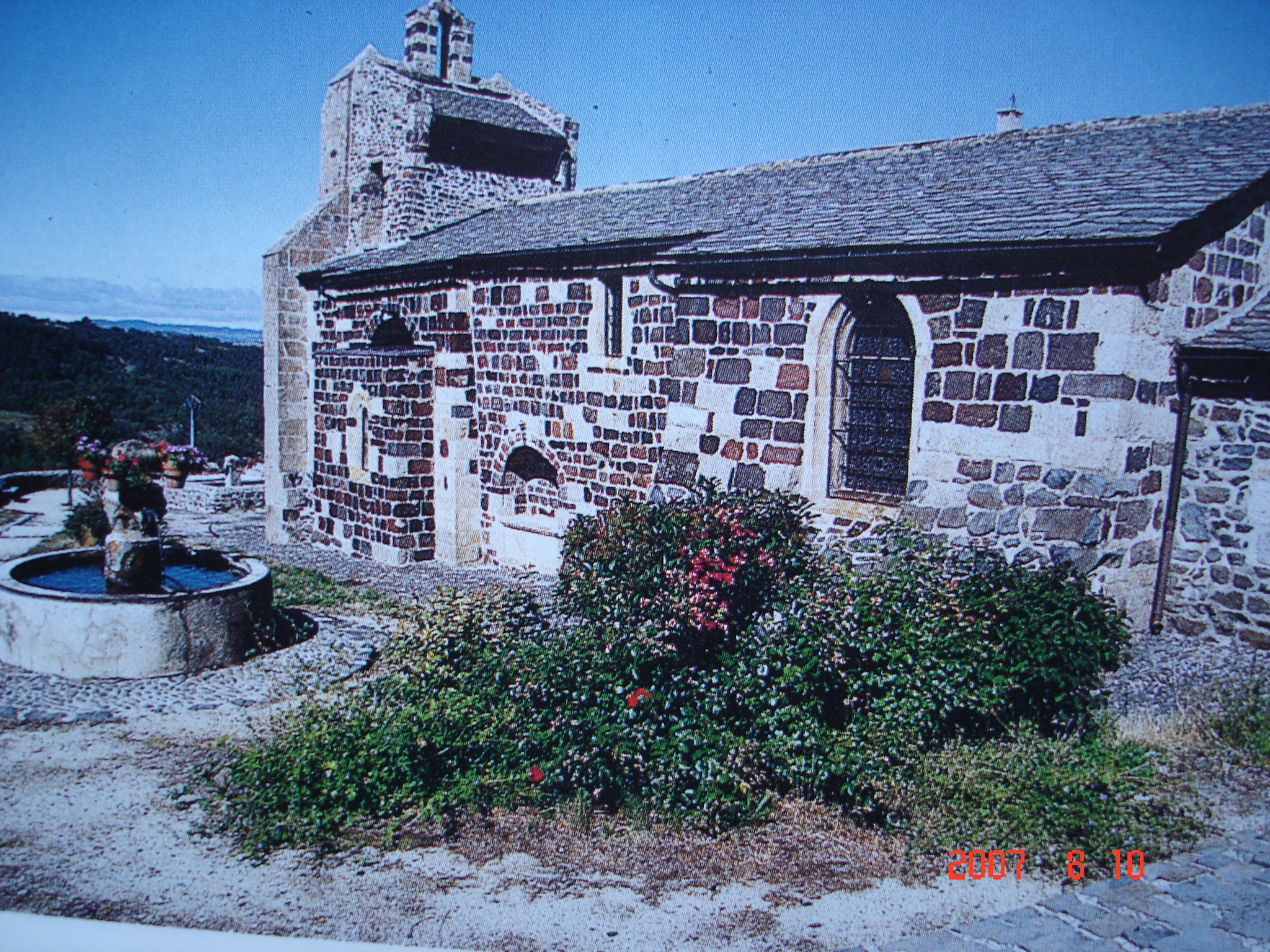
Église Saint-Jean-Baptiste côté sud-est.

- Abbatiale Saint-Chaffre du Monastier-sur-Gazeille.
- Église Saint-Jean du IXe siècle. L'église abbatiale était réservée aux moines. Les paroissiens n'y avaient accès que lors de manifestations particulières. Il y a eu, dès le IXe siècle une église réservée au culte des habitants et dédiée à saint Jean-Baptiste. L'édifice a été remanié plusieurs fois et l'église actuelle date probablement du XVe siècle. Son clocher-mur en peigne est encore plus récent. Elle a fait l'objet d'une importante campagne de restauration dans les années 1980 et notamment de très jolies fresques. Elle sert aujourd'hui de salle d'exposition et pour des concerts. L'église est classée au titre des monuments historiques par arrêté du 16 juin 1978[36].
- Musée municipal : le château accueille un musée présentant des collections lapidaires, des salles consacrées à la vie rurale et à l'art populaire, ainsi qu'une salle réservée à Robert Louis Stevenson.
- La collection « Issartel » : deux frères proposent une collection d'objets et d'outils, recueillis depuis des dizaines d'années, qui illustrent l'évolution technologique du XXe siècle. Outils agricoles et artisanaux bien sûr, mais aussi balances, appareils-photo et surtout une collection de phonographes en parfait état de marche.
- Musée de l'école : visite animée d'une ancienne école : écriture à la plume, calcul mental, utilisation du boulier, problèmes du certificat d'études… Présentation du mobilier, matériel scolaire et pédagogique, collection d'objets (plumes et porte-plumes, buvards, livres scolaires, cahiers d'élèves depuis le XIXe siècle, projecteurs de films fixes, affiches, cartes… Histoire de l'éducation et de l'école rurale. Projection de films pédagogiques anciens sous forme d'images fixes, vidéos de séquences de films tournés dans les écoles des années 1960.
- Musée des croyances populaires[37] : visite animée du patrimoine immatériel rural du pays du Velay : les médecines paysannes, sorcelleries, contes, légendes, superstitions, etc. Ces anciennes croyances sauvegardées par des recherches ethnographiques sont présentées au public sous forme de figurines, dioramas et tableaux dans des décors typiques du pays. Ce musée est situé au château du Monastier-sur-Gazeille en Haute-Loire.
- Aponia, lieu d'art contemporain met à l’honneur la création contemporaine et s'attache à découvrir et soutenir les artistes émergents ou confirmés.
- Viaduc de la Recoumène, pont en maçonnerie, en courbe et en pente, sur la Gazeille, dû à l'architecte Paul Séjourné, à vocation ferroviaire mais jamais mis en service

### Personnalités liées à la commune
- Laurent Eynac (1886-1970), homme politique né au Monastier. Conseiller général en 1913 puis député en 1914, il fait la guerre dans l'aviation. Secrétaire d'État à l'Aéronautique, on lui doit la création du ministère de l'Air où il restera deux ans. Il sera aussi ministre des PTT, du Commerce, des Travaux publics. Il se battit pour la ligne de chemin de fer « Transcévenole » malheureusement sans succès.
- L'écrivain écossais Robert Louis Stevenson (1850-1894) passa un mois dans ce village, où il voulait s'isoler à la suite d'une peine de cœur et d'où il entreprit le 22 septembre 1878, une traversée des Cévennes (l'actuel chemin de Stevenson). Il relate son périple dans son livre Voyage avec un âne dans les Cévennes (1879).

### Héraldique
Description : D'azur à deux clefs affrontées d'argent passées en sautoir, à l'épée haute du même brochante.